# Merle de Grande Caïman
Turdus ravidus
Espèce
Statut de conservation UICN

 EX  : Éteint
Le Merle de Grande Caïman (Turdus ravidus) est une espèce, maintenant éteinte, de passereaux appartenant à la famille des Turdidae.

## Habitats et répartition
Il est endémique à l'île de Grand Cayman. Décrit en 1886 comme merle commun dans cet habitat, il décline ensuite rapidement. l'espèce est considérée comme éteinte.